# Ландау-ан-дер-Изар
Ла́ндау-ан-дер-И́зар (нем. Landau an der Isar) — город и городская община в Германии, в Республике Бавария.
Община расположена в правительственном округе Нижняя Бавария в районе Дингольфинг-Ландау. Сам город находится на берегу реки Изар.

## История
Ландау был основан в 1224 году баварским герцогом Людвигом I Кельгеймским. Ранее на этом месте находилось деревня Ланд-Ау, первое письменное упоминание которой относится к 1074 году.
Город был сожжён во время войны за ландсхутское наследство в 1504 году. В самом конце тридцатилетней войны, в 1648 году, Ландау удалось избежать повторного уничтожения посредством уплаты дани наступающему войску шведов. Во время войны за австрийское наследство в 1743 году, город был почти полностью разрушен французскими и впоследствии австрийскими войсками. В 1829 году в Ландау насчитывалось 1624 жителя и 300 домов. В 1875 году была проложена первая железнодорожная линия.
В ходе военных действий в апреле 1945 года, центр города был частично разрушен.

## Население
По оценке на 31 декабря 2015 года население общины Ландау-ан-дер-Изар составляет 13 027 чел. 

| Дата      | 1840 | 1871 | 1900 | 1925 | 1939 | 1950  | 1961  | 1970  | 1987  | 2011  |
| --------- | ---- | ---- | ---- | ---- | ---- | ----- | ----- | ----- | ----- | ----- |
| Население | 5231 | 6194 | 6960 | 7498 | 7941 | 11448 | 10438 | 10892 | 11299 | 12500 |

| Год       | 1960  | 1970  | 1980  | 1990  | 2000  | 2009  | 2010  | 2011  | 2012  | 2013  | 2014  | 2015  |
| --------- | ----- | ----- | ----- | ----- | ----- | ----- | ----- | ----- | ----- | ----- | ----- | ----- |
| Население | 10514 | 10940 | 11753 | 11648 | 12623 | 12585 | 12574 | 12461 | 12630 | 12729 | 12893 | 13027 |

### Известные жители Ландау
- Уши Глас, актриса
- Иоганн Баптист Хубер, священник, участник антифашистского движения в эпоху Третьего рейха
- Якоб Циглер, математик
- Манфред Бёкль, писатель
- Норберт Ниманн, автор

### Почётные граждане города
- Генрих Каспар Шмидт, композитор
- Алойз Шлёгль, министр сельского хозяйства и лесной промышленности Баварии (ХСС)
- Артур Пихлер, композитор
- Ганс Кик, главный бургомистр города
- Антон Зандлер, глава районной администрации
- Альфред Миттермаер, директор местного сбербанка

## Административное деление города
Современный Ландау подразделяется на 31 административный район.

## Достопримечательности
- Краеведческий музей
- Церковь Вознесения Девы Марии
- Дворец Вильдтурн (нем. Schloss Wildthurn)
- Нижнебаварский археологический музей
- «Растущая скала» (нем. Wachsender Felsen)
- «Чёртова лестница» (нем. Teufelstritt)
- «Каменная» Церковь, (нем. Steinfelskirche), один из важных центров паломничества региона

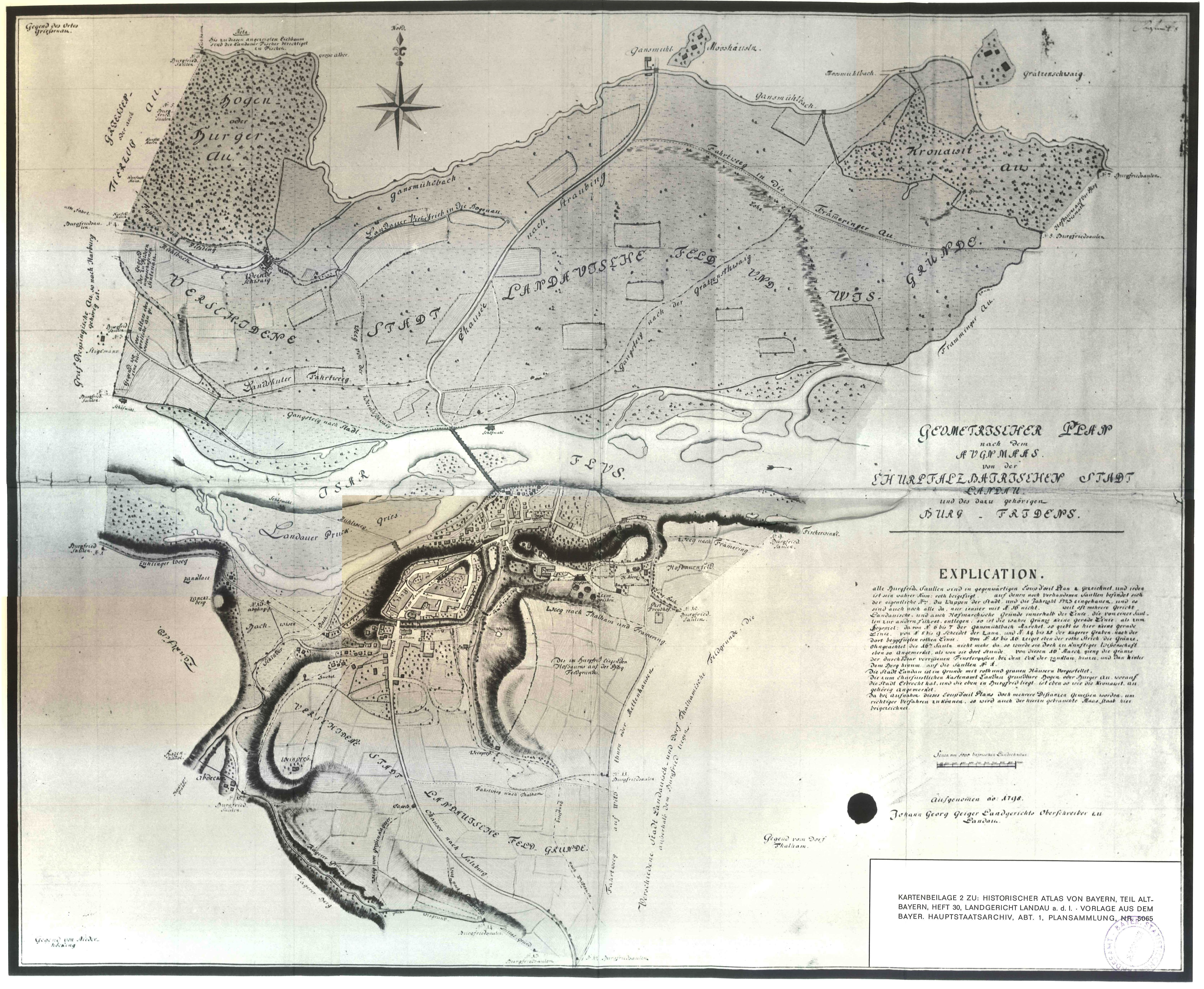
Городской план 1798 года
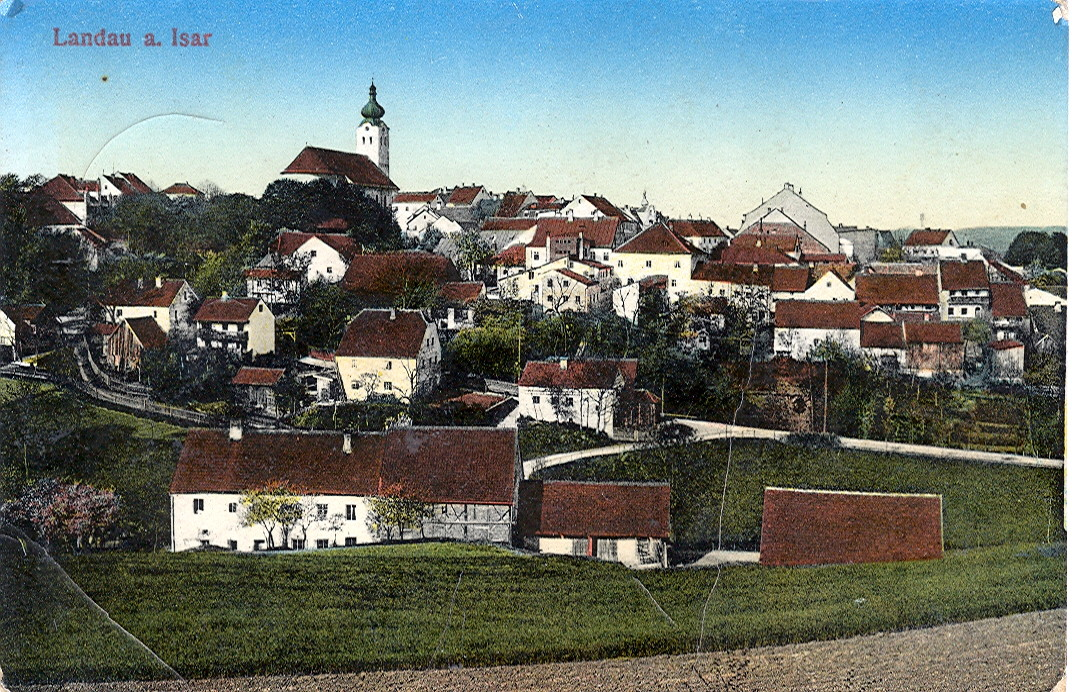
Открытка с видом на город. 1917
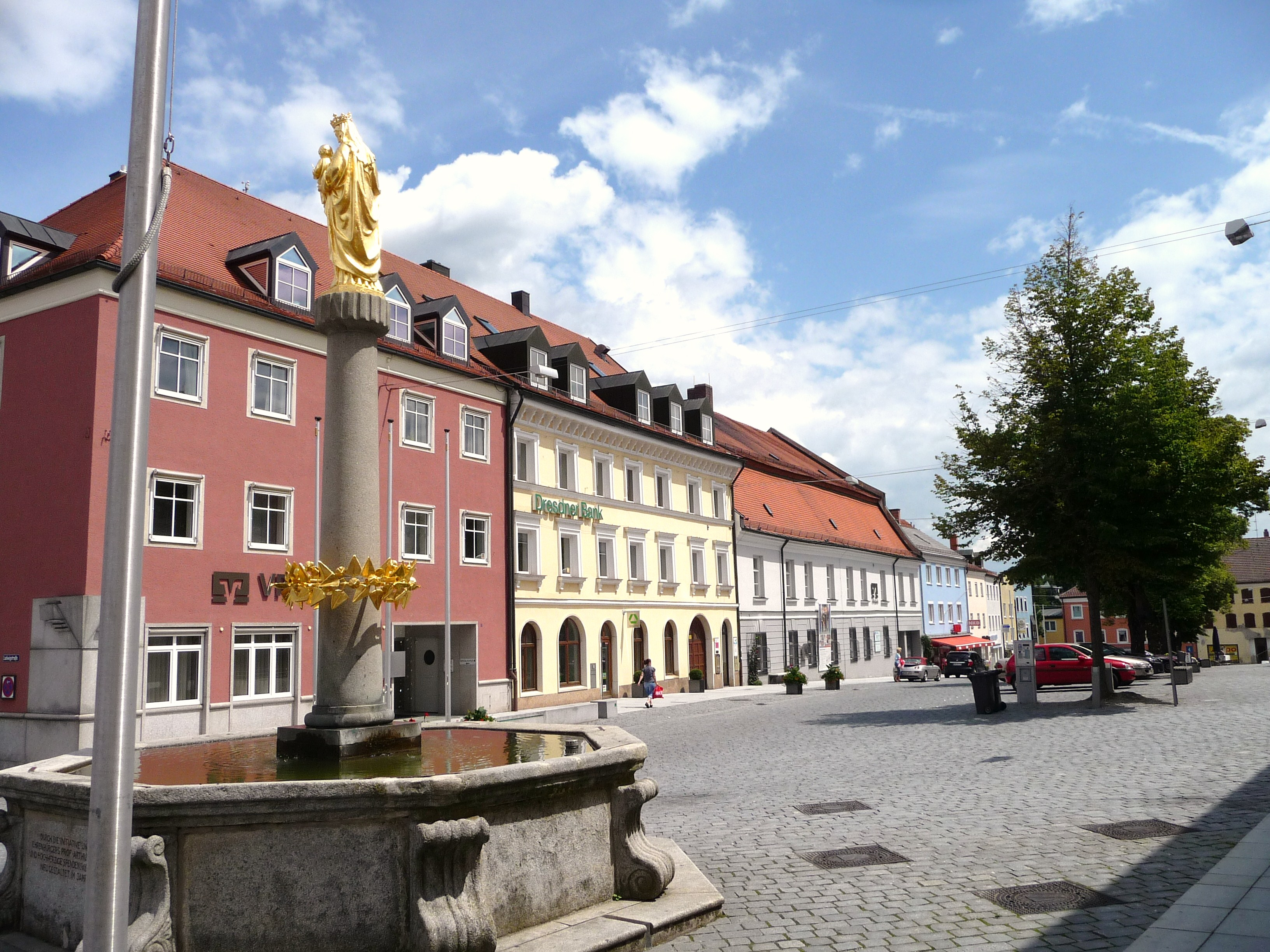
Рыночная площадь
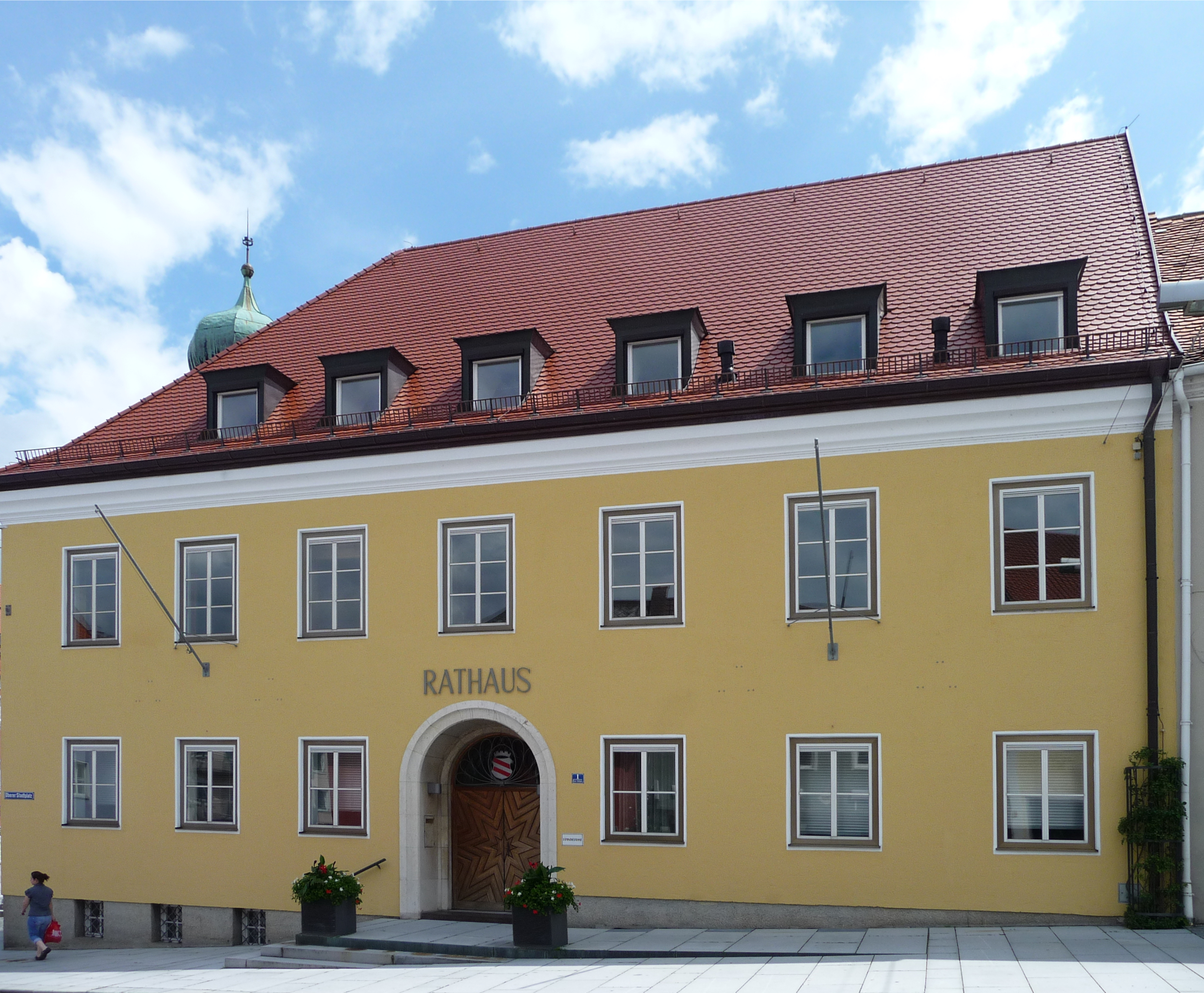
Городская ратуша
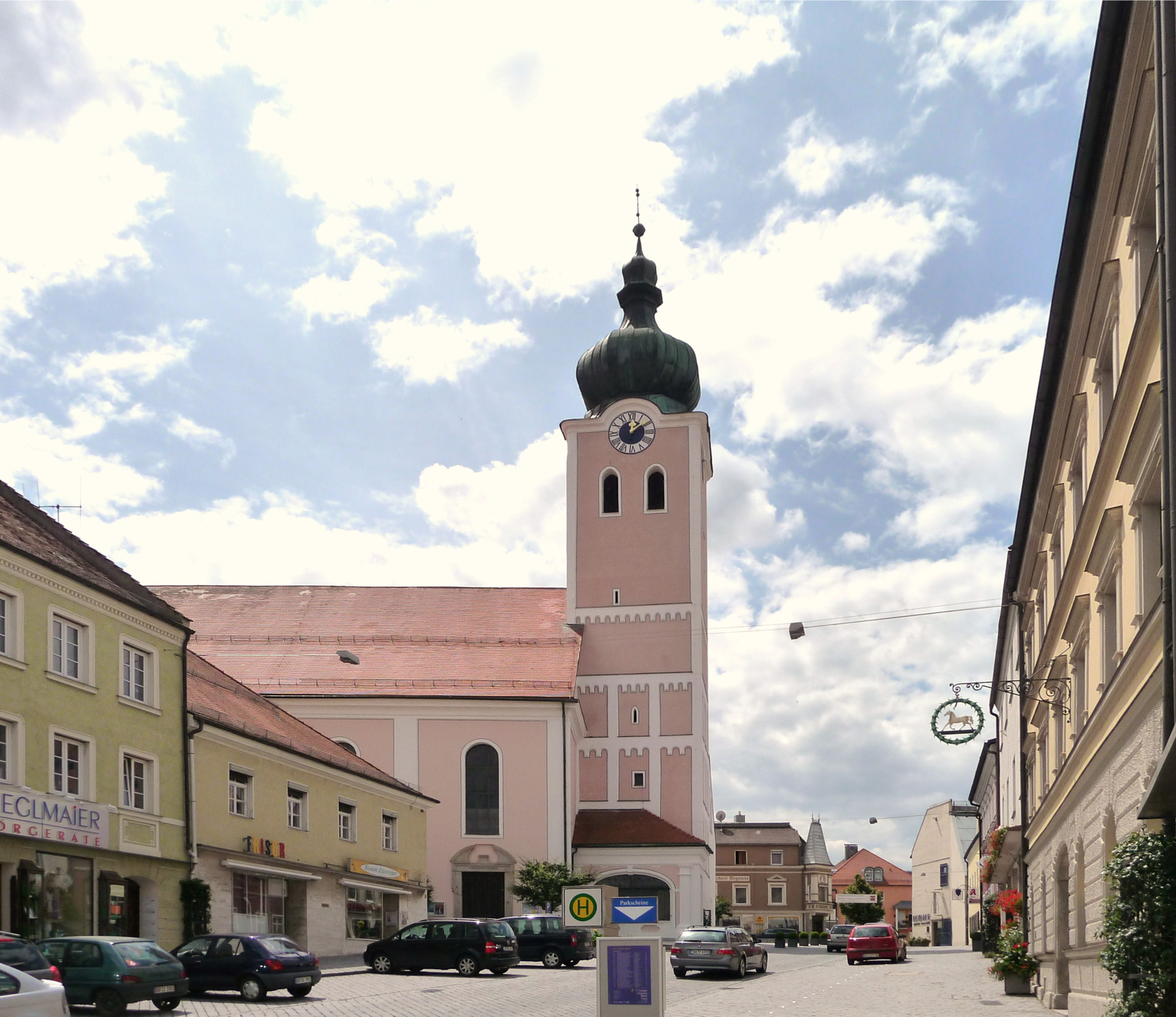
Церковь Вознесения Девы Марии

## Города-побратимы
- Зоннебеке